# Торские казаки
Торские казаки — наименование казацкого населения крепости Тор и близлежащих хуторков (иначе Соляной, совр. г. Славянск, Донецкая область, Украина). Казаки, часто называемые в тот период «черкасами», начали селиться здесь с XVI−XVII веков. В состав этно-социальной группы торских казаков входили донские и слободские казаки, а также, в меньшей степени, запорожцы и, вероятно, другие этногруппы славянского происхождения. В 1721 году торские казаки были подчинены Военной Коллегии; во 2-й половине XVIII века казачество было упразднено, а казаки переведены в сословие однодворцев.

## Возникновение казачьей общины
В XVI−XVII веках южный приграничный край (укра́ина) Русского государства при поддержке правительства стал активно заселяться в основном выходцами из правобережной Малороссии, находившейся под властью Речи Посполитой. Оседая здесь вблизи крепостей Белгородской засечной черты, преграждавшей татарам дорогу в Русское государство, переселенцы брали на себя сторожевую службу и военную защиту российского пограничья. Так на южных границах Русского царства образовалась своеобразная историческая область — Слобожанщина.
Для Русского царства Слобожанщина была продолжением Засечной черты, как охрана южных границ от крымских и ногайских татар. Именно поэтому царское правительство предоставляло местному населению определённые привилегии. Так, переселенцы в Слобожанщину безвозмездно владели определённым количеством свободной земли (право заимки), за ними сохранялись казацкие привилегии и самоуправление. Слобожанские поселенцы были освобождены от уплаты налогов, им было разрешено винокурение (на основной территории России был водочный откуп) и позволяло свободно заниматься доходными промыслами (например, соледобычей).
В частности, людей издревле привлекали соляные озёра на границе Слобожанщины и территории Войска Донского. Здесь, при поселении-крепости Тор и окрестностях — в районе Торских соляных озёр (Репное, Слепное, Кривое, Вейсово/Маяцкое, Червлёное), сформировалась община казаков, которых стали именовать «торскими». Также в этом районе, вокруг различных укреплений, возникали прочие казачьи общины, казаков которых именовали по своим поселениям: бахмутские, маяцкие и чугуевские.

## В армии Императорской России
3 марта 1721 года торские казаки, совместно с бахмутскими и маяцкими, были подчинены ведению Военной Коллегии (1 п.с.з. VI. 3750). 27 октября 1748 года из бахмутских, маяцких и торских казаков сформирован Бахмутский конный казачий полк (1 п.с.з. XII. 9545). 11 июня 1764 года этот полк был преобразован в регулярный Луганский пикинёрный полк (1 п.с.з. XVI. 12179), а казаки его составлявшие, переведены в сословие однодворцев. Преемником, в состав которого вошёл Луганский пикинёрный полк, стал Мариупольский 4-й гусарский полк.